# Gmina Čačinci
Gmina Čačinci (chorw. Općina Čačinci) – gmina w Chorwacji, w żupanii virowiticko-podrawskiej. W 2011 roku liczyła 2802 mieszkańców.

## Miejscowości
Miejscowości wchodzące w skład gminy Čačinci:

- Brezovljani Vojlovički
- Bukvik
- Čačinci
- Humljani
- Krajna
- Krasković
- Paušinci
- Prekoračani
- Pušina
- Rajino Polje
- Slatinski Drenovac
- Vojlovica